# William Clark junior
William Clark, Jr. (* 12. Oktober 1930 in Oakland, Kalifornien; † 22. Januar 2008 in Washington, D.C.) war ein US-amerikanischer Diplomat, der unter anderem zwischen 1989 und 1992 Botschafter in Indien sowie von 1992 bis 1993 Assistant Secretary of State for East Asian and Pacific Affairs war.

## Leben
Clark trat nach dem Schulbesuch 1949 in die US Navy ein und diente dort bis 1953. Anschließend absolvierte er zunächst ein grundständiges Studium am San José State College, das er 1955 mit einem Bachelor of Arts (B.A.) abschloss. Anschließend studierte er Rechtswissenschaften an der Law School der University of Southern California (USC) sowie Internationale Beziehungen an der Columbia University. Im Anschluss trat er in den diplomatischen Dienst des US-Außenministeriums und fand in der Folgezeit verschiedene Verwendungen im In- und Ausland. 1981 wurde er Ständiger Vertreter des Botschafters in Japan und fungierte im Anschluss zwischen 1985 und 1986 als Ständiger Vertreter des Botschafters in Ägypten. Nachdem Nicholas A. Veliotes am 1. April 1986 den Botschafterposten verlassen hatte, fungierte Clark vom 1. April bis zum Amtsantritt von Frank Wisner am 28. August 1986 als Botschafter in Ägypten ad Interim.
Nach seiner Rückkehr in die USA war Clark zwischen 1986 und 1989 Principal Assistant Secretary of State for East Asian and Pacific Affairs und damit Vertreter des damaligen Assistant Secretary of State for East Asian and Pacific Affairs Gaston J. Sigur, Jr. Im Anschluss löste er am 22. Dezember 1989 John R. Hubbard als Botschafter in Indien ab und verblieb bis zum 2. Juli 1992 auf diesem Posten. Als Nachfolger von Richard H. Solomon wurde er am 10. Juli 1992 zum Assistant Secretary of State for East Asian and Pacific Affairs ernannt, wodurch er Leiter des Referats für Ostasien und den Pazifikraum (Bureau of East Asian and Pacific Affairs) war. Dieses Amt übte er bis zum 23. April 1993 aus und wurde durch Winston Lord abgelöst.
Clark, der sich auch für den Council on Foreign Relations und die American Academy of Diplomacy engagierte, war im Anschluss von 1993 bis 1995 Japan-Referent und Leitender Berater für Asien am Center for Strategic and International Studies (CSIS), einer in Washington, D.C. ansässigen unabhängigen Denkfabrik. 1996 war er Präsident der US-amerikanischen Japan-Gesellschaft.
Aus seiner Ehe mit Judith Clark ging ein Sohn hervor.